# بیورن شرپه
بیورن شرپه (نروژی: Bjørn Skjærpe؛ زادهٔ ۲۲ اکتبر ۱۸۹۸ - درگذشته نامشخص) ژیمناست هنری اهل نروژ بود.